# Skylar Spence
Skylar Spence, precedentemente noto come Saint Pepsi, pseudonimo di Ryan DeRobertis (Baltimora, 2 febbraio 1993), è un cantante, disc jockey e produttore discografico statunitense nu-disco, considerato come uno dei creatori del sottogenere musicale future funk, una variante del vaporwave.

## Biografia

### La nascita, gli studi, e il primo approccio con la musica
Ryan DeRobertis è nato a Baltimora ed è cresciuto a Farmingville, Long Island, nello stato di New York.
Ha cominciato a fare musica a 13 anni, suonando la batteria elettronica in un gruppo di amici che abitavano nello stesso quartiere, i Machetes & Machine Guns. Ma il genere musicale performato – lo screamo, un sottogenere del punk – non gli era congeniale e, siccome insisteva a usare set techno per la batteria, venne allontanato dagli altri componenti della band.
Dopo il diploma nella high school locale nel 2011, ha frequentato il Boston College fino al 2013. Non ebbe un buon rapporto con quell'ambiente universitario e non ultimò gli studi, tuttavia quel periodo fu importante per la sua formazione artistica e comprese che il processo musicale non era per lui un semplice passatempo, ma aveva una funzione catartica.
Da ragazzino, il padre lo portava a vedere le esibizioni dal vivo di gruppi mainstream come Depeche Mode e Duran Duran, ma venne fortemente motivato da un concerto di Toro y Moi al Paradise Rock Club di Boston. In particolare, fu colpito dal modo estremamente amichevole dell'artista, che dopo la performance si intrattenne con gli spettatori per chiacchierare, firmare autografi e scattare selfie assieme a loro:

### Il periodo “Saint Pepsi”
Nel 2013 ha licenziato lo split album Late Night Delight assieme a Luxury Elite. Il videoclip di una delle tracce in esso contenute, Enjoy Yourself, presenta uno spot della McDonald's con protagonista la mascotte Mac Tonight.
All'inizio del 2014 DeRobertis ha pubblicato il brano Mr. Wonderful, costruito con la campionatura della voce di Aretha Franklin in Wonderful e sul tema musicale del videogioco Mario Kart 64.
Successivamente ha firmato con la Carpark Records, dopo che il brano è stato notato nella programmazione della trasmissione Gorilla vs. Bear in onda sulla XM Satellite Radio. Il musicista ha preferito l'etichetta tra quelle con cui era in trattativa, per la totale autonomia artistica che gli è stata prospettata.
La distribuzione del brano Baby, un sampling di Baby baby del gruppo pop sudcoreano 4men ha anticipato l'EP auto-prodotto Gin City, che è stato distribuito in formato MP3 il 25 febbraio.

### “Skylar Spence” e gli Amelia Airhorn
Il 14 gennaio 2015 DeRobertis ha dismesso lo pseudonimo “Saint Pepsi” per ragioni legali cambiandolo con “Skylar Spence”: la casa discografica ne ha dato notizia con un breve video. Lo pseudonimo “Skylar Spence” deriva da un film musicale di Woody Allen del 1996, Tutti dicono I Love You (Everyone Says I Love You), nel quale Drew Barrymore interpreta il personaggio Skylar Dandridge ed Edward Norton interpreta Holden Spence, e i due sono una giovane coppia a Manhattan. Quindi, il nominativo sarebbe stato assunto dal personaggio femminile dopo il matrimonio, ma tale evento non viene rappresentato nel film. Alcuni ritagli dell'opera cinematografica sono stati montati nel video-annuncio.
Nel giugno del 2015 DeRobertis ha firmato il singolo su vinile On The Rhine b/w Staying Awake con il nuovo nome d'arte.
Nel mese di settembre è stato pubblicato l'album Prom King, il primo in cui egli canta i brani con la propria voce anziché usare esclusivamente i campionamenti di altri cantanti, e le linee del basso ricordano quelle degli Chic. L'opera consta di 11 brani, ed è stata distribuita in vari formati (cd, LP, LP deluxe dorato, MP3). Nell'agosto del 2014, intervistato durante il processo creativo, a proposito del tema dell'album in lavorazione ha detto:
Nell'ottobre 2016, dopo la conclusione del tour estivo, Carpark Records ha pubblicato il singolo Faithfully, caratterizzato da tastiere impressive e dal campionamento della voce di Aretha Franklin tratta da un brano già usato da DeRobertis in un suo lavoro precedente, Mr. Wonderful. Il testo è dedicato alle situazioni relazionali che possono nascere spontaneamente nella metropoli, oltre la routine delle vite individuali e le strette regole sociali (un tema ricorrente nelle produzioni dell'artista).

#### Il progetto “Amelia Airhorn”
Dopo avere eseguito una tournée insieme all'inizio del 2017, DeRobertis ha formato il supergruppo Amelia Airhorn con il duo statunitense di musica elettronica The Knocks. L'ensemble ha pubblicato il primo singolo Miracle all'inizio di giugno, seguito da NY Is Red Hot. Il 19 giugno ha pubblicato l'album digitale The Knocks & Skylar Spence Present...Amelia Airhorn che consta di 18 tracce.
Amelia Airhorn è un personaggio di fantasia, allegoria dello spirito delle notti nei club della Grande Mela, così definito:

#### Il ritorno all'attività solista
Nell'agosto 2018 Carpark Records ha pubblicato il singolo Carousel di Skylar Spence, un brano sul tema del tempo da dedicare alla compagnia di chi si ama e alla cura di sé, fuori dalla routine programmata.
Il 4 settembre ha pubblicato il singolo Cry Wolf, un brano dedicato al rapporto dell'artista con la depressione, e al momento in cui, finito l'ennesimo tour, ha trovato la motivazione per cambiare le cose nella sua vita: dopo avere traslocato in un piccolo appartamento di Brooklyn, ha ricominciato a produrre singoli e ha ritrovato la felicità.

## Discografia

### Come The Cold Napoleons

#### Album in studio
- 2012 – Adversaries

### Come Saint Pepsi

#### Album in studio
- 2012 – Laser Tag Zero
- 2013 – World Tour
- 2013 – Hit Vibes
- 2013 – Empire Building
- 2013 – Studio 54
- 2013 – Triumph International
- 2013 – New Generation
- 2019 – Mannequin Challenge

#### EP
- 2013 – Local Singles
- 2014 – Gin City

#### Mixtape
- 2013 – La Croisière
- 2014 – FADER Mix

#### Singoli
- 2014 – Mr. Wonderful
- 2014 – Baby
- 2014 – Fiona Coyne / Fall Harder

#### Split
- 2013 – Late Night Delight (con Luxury Elite)
- 2013 – Winner's Circle (con ショッピングワールド [Shopping World] jp)

### Come Skylar Spence

#### Album in studio
- 2015 – Prom King

#### Mixtape
- 2015 – Mysteryland

#### Singoli
- 2015 – On The Rhine b/w Staying Awake
- 2016 – Faithfully
- 2018 – Carousel
- 2018 – Cry Wolf

### Con gli Amelia Airhorn

#### Album in studio
- 2017 – The Knocks & Skylar Spence Present...Amelia Airhorn (con The Knocks)

#### Singoli
- 2017 – Miracle
- 2017 – NY is Red Hot
- 2017 – Street Performers Part. II